# Левицкий, Михаил Львович
Михаил Львович Левицкий (род. 27 июля 1944 года) — советский и российский учёный-педагог, академик РАО (2004).

## Биография
Родился 27 июля 1944 года.
В 1966 году — окончил Московский государственный университет леса.
В 1975 году — защитил кандидатскую диссертацию на соискание учёной степени кандидата экономических наук.
В 1987 году — защитил докторскую диссертацию на соискание степени доктора педагогических наук.
В 2004 году — Американским университетом делового администрирования, Сан-Франциско, Калифорния присвоена степень DBA (доктор делового администрирования).
С 1998 года — работает в Московском городском педагогической университете, являлся деканом экономического факультета МГПУ, который позднее преобразован в Институт менеджмента.
В 1992 году — избран членом-корреспондентом, в 2004 году — академиком Российской академии образования, состоит в Отделении философии образования и теоретической педагогики, и. о. академика-секретаря Отделения.
Являлся членом Экспертного совета по экономике образования Комитета по образованию Государственной думы Российской Федерации.
Преподает дисциплины: Налоги и налогообложение, финансово-хозяйственная деятельность в образовательном учреждении.

## Награды
- Почётная грамота Президента Российской ФедерацииПремия Правительства Российской Федерации в области образования (2011) — за научно-практическую разработку "Система выявления и поддержки интеллектуально одаренных детей в рамках программы «Интеллектуально-творческий потенциал России»[1]
- Почётный работник высшего профессионального образования Российской Федерации
- Заслуженный работник высшей школы Российской Федерации (2006)[2]
- Благодарность Президента Российской Федерации (2014)[3]
- Золотая медаль РАО «За достижения в науке»
- Почетный доктор Волгоградского государственного социально-педагогического университета[4]
- Почётная грамота Президента Российской Федерации (18 июля 2024) — за заслуги в научно-педагогической деятельности, подготовке высококвалифицированных специалистов и многолетнюю добросовестную работу